# Enrique Planchart
Enrique Aurelio Planchart Rotundo (3 de abril de 1937-Caracas; 27 de julio de 2021) fue un matemático y profesor universitario venezolano, rector de la Universidad Simón Bolívar de Caracas. 

## Carrera
Planchart se graduó como licenciado en ciencias de la Universidad Central de Venezuela y obtuvo un doctorado en matemáticas en la Universidad de California, Berkeley, universidad donde también fue profesor visitante de su Departamento de Matemática entre 1986 y 1987. A partir de 1973 formó parte del Departamento de Matemáticas Puras y Aplicadas de la  Universidad Simón Bolívar de Caracas.
Entre 1989 y 1999 dirigió el Centro Nacional para el Mejoramiento de la Enseñanza de la Ciencia, y a partir de 1999 dirigió Programa de Igualdad de Oportunidades (PIO) de la Universidad Simón Bolívar. En 1989 fue galardonado con el Premio del Consejo Nacional de Investigaciones Científicas y Tecnológicas, y en 1991 obtuvo la mención de honor.
Planchart también fue miembro correspondiente de la Academia de Ciencias Físicas, Matemáticas y Naturales.
Antes de ser electo como rector, era profesor titular del Departamento de Matemáticas Puras y Aplicadas, siendo su área de investigación la geometría diferencial, la geometría simpléctica, la educación en matemáticas y la enseñanza de las ciencias.
En 2009 fue elegido como rector en una segunda vuelta electoral en la que también se había postulado el profesor José Ferrer, quien para entonces era vicerrector académico. Planchart publicó nueve libros y nueve artículos en revistas, y ofreció treinta conferencias a lo largo de su carrera científica. Planchart fue electo como rector de la universidad para el periodo 2009-2013, pero se mantuvo en el cargo ante la suspensión de elecciones rectorales por parte del gobierno.
Desde finales del 2019 la salud del rector comenzó a verse afectada, razón por la cual se le concedió un permiso que había ido renovándose desde entonces.
El 27 de julio de 2021 la Universidad Simón Bolívar informó sobre su fallecimiento y sobre la convocatoria a un Consejo Extraordinario. Estudiantes, colegas y amigos expresaron sus condolencias ante la noticia.

## Vida personal
Planchart fue hijo del poeta Enrique Planchart Loynaz.

## Obras
Algunos de sus libros fueron los siguientes:
- Geometría simpléctica (1984)
- Propuestas para Europa
- Latinoamérica (2005)